# Lobelia winifrediae
Lobelia winifrediae är en klockväxtart som beskrevs av Friedrich Ludwig Diels. Lobelia winifrediae ingår i släktet lobelior, och familjen klockväxter.
Artens utbredningsområde är Western Australia. Inga underarter finns listade i Catalogue of Life.